# Rajd München-Wienna-Budapest 1970

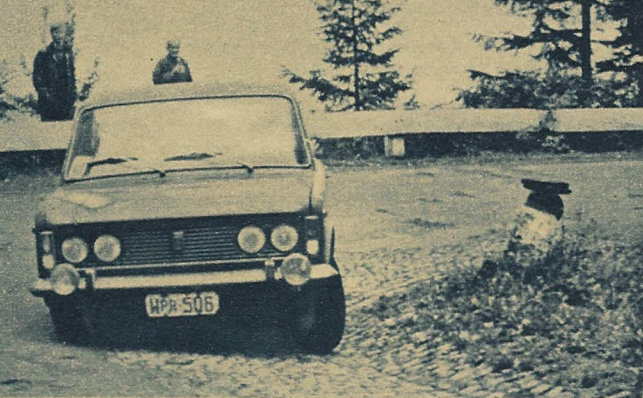
Robert Mucha podczas Rajdu Trzech Miast Monachium Wiedeń Budapeszt 1970 zajął 26 miejsce w klasyfikacji generalnej

Rajd 3 Miast München-Wien-Budapest 1970 (7. Int. 3-Städte Rallye München-Wien-Budapest) – 7. edycja rajdu samochodowego Rajd München-Wien-Budapest rozgrywanego w RFN. Rozgrywany był od 1 do 3  października 1970 roku. Była to siedemnastą runda Rajdowych Mistrzostw Europy w roku 1970.

## Klasyfikacja rajdu
| Miejsce                      | Kierowca                     | Pilot                        | Samochód                     | Czas                         | Strata                       |                              |
| Klasyfikacja generalna i ERC | Klasyfikacja generalna i ERC | Klasyfikacja generalna i ERC | Klasyfikacja generalna i ERC | Klasyfikacja generalna i ERC | Klasyfikacja generalna i ERC | Klasyfikacja generalna i ERC |
| ---------------------------- | ---------------------------- | ---------------------------- | ---------------------------- | ---------------------------- | ---------------------------- | ---------------------------- |
| 1.                           | Jean-Claude Andruet          | Michèle Veron                | Alpine-Renault A110 1600     | 1:06:47.8                    | 0.0                          |                              |
| 2.                           | Jean-Pierre Nicolas          | Marcel Callewaert            | Alpine-Renault A110 1600     | 1:07:21.8                    | +34.0                        |                              |
| 3.                           | Gilbert Staepelaere          | André Aerts                  | Ford Escort Twin Cam         | 1:12:13.6                    | +5:25.8                      |                              |
| 4.                           | Achim Warmbold               | Rainer Strunz                | Opel Kadett Rallye           | 1:12:27.3                    | +5:39.5                      |                              |
| 5.                           | Günther Janger               | Walter Wessiak               | Porsche 911                  | 1:14:11.3                    | +7:23.5                      |                              |
| 6.                           | Walter Roser                 | Roman Loibnegger             | Alpine-Renault A110 1600     | 1:15:40.0                    | +8:52.2                      |                              |
| 7.                           | Attila Ferjáncz              | Jenő Zsembery                | Renault 8 Gordini            | 1:17:59.3                    | +11:11.5                     |                              |
| 8.                           | Gernot Fischer               | Klaus Rader                  | Volkswagen Käfer 1302        | 1:20:07.8                    | +13:20.0                     |                              |
| 9.                           | Krzysztof Komornicki         | Błażej Krupa                 | Alpine-Renault A110 1300     | 1:20:32.4                    | +13:44.6                     |                              |
| 10.                          | Leopold Bosch                | Gerald Malat                 | Volkswagen Käfer 1302 S      | 1:21:18.3                    | +14:30.5                     |                              |